# Архитектурная визуализация
Архитектурная визуализация — графическое отображение объекта или градостроительной ситуации в архитектуре. Обладает определённой степенью информативности и позволяет наиболее полно представить внешние характеристики будущего сооружения.
Является эффективной формой демонстрации конкурсных проектов, создания презентаций в области проектирования и строительства. Архитектурная визуализация стала специальным направлением в работе архитекторов и 3D-дизайнеров.
На сегодняшний день архитектурная визуализация как конечный продукт должна сочетать в себе не только информативную ценность в виде изображения проектируемых архитектурных форм «как есть», но и художественную ценность с точки зрения композиции, постановки света и грамотной подачи архитектурных элементов. Возможности современных вычислительных алгоритмов (методов рендеринга) и компьютерных мощностей позволяют создавать полностью фотореалистичные изображения архитектурных форм, что особенно важно при визуализации объекта в сложившейся застройке или на существующей местности. Таким образом, на данный момент архитектурная визуализация включает в себя множество разнообразных задач как для строителей и архитекторов, так и для рекламной и творческой сферы. Такой широкий спектр возможностей архитектурной визуализации создал условия для развития этого направления компьютерной графики в отдельную отрасль сервиса и услуг на мировом рынке.

## Виды визуализаций
- Ручная графика. Изображения, созданные вручную с соблюдением принципов начертательной геометрии. Впоследствии могут подвергаться компьютерной пост-обработке.
- Компьютерная графика. Статическая векторная или растровая графика, анимация или панорамная визуализация (Сферическая панорама), получаемая в результате просчёта (рендеринга) компьютерной модели визуализируемого объекта специальной программой.

Для выполнения архитектурной визуализации чаще всего используется следующее программное обеспечение: ArchiCAD, Artlantis R, 3ds Max, AutoCAD, SketchUp, Maya, Cinema 4D, SolidWorks, V-Ray, Blender и другие. На сегодняшний день одним из популярных методов работы в области архитектурной визуализации является удалённое проектирование. Сетевые ресурсы, базы данных проектировщиков доступны для всех пользователей, заинтересованных в сотрудничестве в этой области компьютерной графики. Архитектурная визуализация пользуется спросом среди дизайнерских студий, архитектурных бюро, застройщиков и производителей мебели.